# Лозинка (річка)
Лози́нка — річка в Україні, права притока Унави (басейн Дніпра). Довжина 7,3 км.
Бере початок біля смт Попільні. Тече по території Попільнянського району Житомирської області, протікає через територію села Попільні і біля села Миролюбівка впадає в річку Унава.